# Regne de Garhwal
El regne de Garhwal fou un territori de l'actual Índia que durà de l'any 823 fins al 1949, quan s'integrà al Domini de l'Índia.
La zona estava dividida entres diversos monarques a l'inici de l'edat mitjana fins que la filla d'un príncep de Malwa es va casar amb el cap d'una fortalesa local i van proclamar el naixement d'una nova dinastia. Els seus descendents van anar conquerint progressivament la regió, derrotant els caps de les fortaleses que actuaven com a nuclis de poder en una població fortament atomitzada. Al segle xiv es va declarar oficialment la ciutat de Devalgarh com a capital del regne. Malgrat les pressions dels veïns, el regne romangué en mans del llinatge fundador fins a la invasió per part del regne dels Gorkha, a principis del segle xix. Posteriorment es convertí en part de les possessions britàniques al subcontinent indi, dins una regió més àmplia amb la capital a Tehri. Els habitants de Garhwal es manifestaren activament a favor de la independència en el marc del moviment Quit India i rebutjaren el domini del príncep local. Posteriorment formaren part de Tehri-Garhwal fins a assolir l'estatus actual de Divisió de Garhwal.